# Julian van Dorssen
Julian van Dorssen (Bemmel, 2002) is een Nederlands acteur. Hij vervulde kleine rollen bij Zapp films.

## Levensloop
Van Dorssen woonde zijn gedurende jeugd in Arnhem, waar hij ook opgroeide. Van Dorssen begon met acteren rond zijn 18e levensjaar, hieruit haalde hij de passie en door zijn enthousiasme werd hij al snel ontdekt door een scout. Hij vervulde relatief kleine rollen bij zapp op 3.